# Sunkid Heege
Sunkid Heege GmbH is een Duits bedrijf dat gespecialiseerd is in het ontwerpen, produceren en installeren van attracties en amusementsritten, met name in de familie- en kindermarkt en maakt onderdeel uit van Sunkid World.
Sunkid Heege onderhoudt ook attracties van andere fabrikanten en levert o.a. achtbaantreinen, transportbanden en reserveonderdelen voor bestaande attracties.

## Geschiedenis
Het bedrijf werd door de twee broers Heege in 1974 opgericht als Heege Freizeittechnik. In de jaren 90 splitste dit bedrijf in tweeën, waardoor ook Inno-Heege bestaat, vooral bekend van de Drifters (een moderne Swing Mill-variant) en de verticaal ronddraaiende Jungle Loop. 
In 2009 werd het bedrijf overgenomen door het Oostenrijke Sunkid en is de naam veranderd naar Sunkid Heege.
In 2018 werd de zomerrodelbaandivisie van het metaalbouwbedrijf Brandauer overgenomen door Sunkid World, waarna de dochteronderneming Braso Technik GmbH werd opgericht. Veel van hun opdrachten werden echter al vrij snel door Sunkid Heege geproduceerd, waardoor Sunkid Heege vooral vanaf 2020 ook single-railrodelachtbanen vervaardigt.

## Assortiment
Sunkid Heege heeft een aantal attracties in het assortiment die vaak geen operator nodig hebben. Het bedrijf maakt de volgende attracties:
- Butterfly, een zelfbestuurbare kleine shuttle-achtbaan voor twee personen. In modellen Standaard en XL.
- Mountain Coaster 2.0, een single-railrodelachtbaan
- Tower, toren met klimtouw.
- Sundancer, draaimolen met armen bestaande uit draaiende gondels.
- Skydive, kabelbaan.
- Nautic Jet, een bootje waar een passagier met een touw achteruit wordt opgetakeld, wordt losgelaten en via een kleine schans in het water landt.
- Loopster, draaimolen met vier armen welke over de kop kunnen.
- Luna-Loop, draaimolen met één arm waar men over de kop gaat.
- Sunrider, een recht monorailparcours van meestal een twintigtal meters lang wordt afgelegd door aan handhendels te trekken en te duwen.
- Sky Loop, een soort spin 'n puke-attractie waarbij een gondel aan een robotarm hangt die draait en over de kop gaat.
- Moving Carpet, people movers voor skigebieden.

## Onderhoud aan bestaande attracties
Naast het vervaardigen van attracties doet het bedrijf ook onderhoud aan bestaande attracties van andere fabrikanten. Zo zijn door Sunkid Heege bijvoorbeeld de achtbaantreinen van o.a. Balagos in Avonturenpark Hellendoorn en Eqwalizer in Walibi Rhône-Alpes vervangen. Beide achtbanen zijn gebouwd door Vekoma.